# Alfabet fonetic
În comunicații, un alfabet fonetic este un alfabet care asociază fiecărei litere un cuvânt de circulație a cărui inițială o constituie litera de transmis. Mesajul este comunicat prin pronunțarea unui cuvânt întreg în locul fiecărei litere, conform alfabetului fonetic, în scopul evitării erorilor la transmisiile telefonice și radiotelefonice. Pentru comunicații internaționale cel mai răspândit este Alfabetul fonetic NATO.